# Jannivka (Rovenki)
Jannivka (en ucraniano: Ганнівка, romanizado: Hannivka; en ruso: Анновка, romanizado: Annovka) es un pueblo ucraniano perteneciente al óblast de Lugansk. Situado en el este del país, hasta 2020 era parte del raión de Antratsit, pero hoy es parte del raión de Rovenki y del municipio (hromada) de Antratsit. Sin embargo, según el sistema administrativo ruso que ocupa y controla la región, Jannivka sigue perteneciendo al raión de Antratsit.
El puebloo se encuentra ocupado por Rusia desde la guerra del Dombás, siendo administrado como parte de la de facto República Popular de Lugansk y luego ilegalmente integrado en Rusia como parte de la República Popular de Lugansk rusa.

## Demografía
Según el censo de 2001, toda la población tiene como lengua materna el ruso (100%).